# Chresten Speggers-Simonsen
Chresten Speggers-Simonsen (født 31. januar 1959) er en dansk revyforfatter, instruktør og stemmeskuespiller. Han har skrevet mange revytekster og er leder af Camp-David lydstudierne i København. Han har også været instruktør og caster til danske versioneringer af udenlandske børnefilm. Speggers-Simonsen har lagt stemme til film og serier såsom Balladen om Holger Danske (1996), Kim Possible (2002-2007), Huset Anubis (2006-2009), The Garfield Show (2009-2016) og Peddersen og Findus: Findus flytter hjemmefra (2018).
Speggers-Simonsen blev i 1998 kåret som "Årets Revyforfatter" ved dette års Revyernes Revy. Han modtog også Liva Weels Hæderslegat i juni 2002.